# Acianthera capanemae
Acianthera capanemae é uma espécie de orquídea epífita, família Orchidaceae, que existe no Rio de Janeiro, Brasil. São plantas reptantes robustas cujo comprimento dos caules e rizomas é variável bem como a largura das folhas. Suas flores são igualmente variáveis.  A sépala dorsal costuma ter a base transparente com três listas purpura e é mais espessa no terço apical, translúcida, listrada na base, com extremidade púrpura. As pétalas são variavelmente mucronadas, sempre translúcidas, com uma linha púrpura central, o labelo é verrucoso, de largo a estreito, onde predomina o púrpura. Trata-se de espécie da Alliance da Acianthera saundersiana, espécie da qual é difícil de separar.

## Publicação e sinônimos
- Acianthera capanemae (Barb.Rodr.) Pridgeon & M.W.Chase, Lindleyana 16: 242 (2001).

Sinônimos homotípicos:
- Pleurothallis capanemae  Barb.Rodr., Gen. Spec. Orchid. 2: 16 (1881).